# Erigone promiscua
Erigone promiscua là một loài nhện trong họ Linyphiidae.
Loài này thuộc chi Erigone. Erigone promiscua được Octavius Pickard-Cambridge miêu tả năm 1873.